# Yodrak Salakjai
Yodrak Salakjai (în thailandeză ยอดรัก สลักใจ, n. 6 februarie 1956, Districtul Taphan Hin, Provincia Phichit, Thailanda – d. 9 august 2008, Bangkok, Thailanda) a fost un actor și cântăreț thailandez.

## Tinerețe
Yodrak Salakjai s-a născut pe 8 februarie 1956 într-o familie săracă din provincia Phichit și și-a început cariera muzicală în 1975, colaborând cu RS Promotion.

## Discografie

### Album
- Jod Mai Jak Neaw Na (จดหมายจากแนวหน้า)
- Hom Tong Non Tay (ห่มธงนอนตาย)
- Khad Khon Hung Kaw (ขาดคนหุงข้าว)
- Ai Num Too Pleang (ไอ้หนุ่มตู้เพลง)
- Khad Nguen Khad Rak (ขาดเงินขาดรัก)
- Sam Sib Yang Jeaw (สามสิบยังแจ๋ว)
- Aao Nae (เอาแน่)
- Jam Jai Doo (จำใจดู)
- Long Luea Ha Rak (ล่องเรือหารัก)
- Kha Tha Ma Ha Ni Yom (คาถามหานิยม)
- Ar Ray Koe Koo (อะไรก็กู)
- Khob Khun Fan Pleang (ขอบคุณแฟนเพลง)